# HC Berounští Medvědi
HC Berounští Medvědi (celým názvem: Hockey Club Berounští Medvědi) je český klub ledního hokeje, který sídlí v Berouně ve Středočeském kraji. Založen byl v roce 1933 pod názvem Český lev Beroun. Svůj současný název nese od roku 2014. V roce 2014 klub poprvé v samostatné 1. české hokejové lize sestoupil v baráži o 1. ligu do 2. české hokejové ligy. Ovšem v září 2014 bylo na zasedání svazu rozhodnuto o vyloučení Berouna ze druhé ligy kvůli neuhrazeným dluhům. Od této doby se klub zaměřuje výhradně na mládežnické kategorie. Od sezóny 2019/20 se začíná v Berouně psát nová etapa hokeje. Beroun působí nově v krajském přeboru Prahy.
Od sezóny 2022/2023 účastníkem Krajské soutěže mužů Středočeského kraje. Klubové barvy jsou červená, bílá a modrá.
Své domácí zápasy odehrává na zimním stadionu Beroun s kapacitou 2 272 diváků.

## Historické názvy
Zdroj:
- 1933 – SK Český lev Beroun (Sportovní klub Český lev Beroun)
- 1953 – TJ Lokomotiva Beroun (Tělovýchovná jednota Lokomotiva Beroun)
- 1993 – HC H+S Beroun (Hockey Club H+S Beroun)
- 1996 – HC Berounští Medvědi (Hockey Club Berounští Medvědi)
- 2012 – HC Medvědi Beroun 1933 (Hockey Club Medvědi Beroun 1933)
- 2014 – HC Berounští Medvědi (Hockey Club Berounští Medvědi)

## Přehled ligové účasti (muži)
Stručný přehled
Zdroj:
- 1949–1950: Středočeská I. třída – sk. E (3. ligová úroveň v Československu)
- 1976–1977: Středočeský krajský přebor (5. ligová úroveň v Československu)
- 1977–1979: 2. ČNHL – sk. A (3. ligová úroveň v Československu)
- 1989–1990: Středočeský krajský přebor (4. ligová úroveň v Československu)
- 1990–1991: 2. ČNHL – sk. A (3. ligová úroveň v Československu)
- 1991–1993: 2. ČNHL – sk. B (3. ligová úroveň v Československu)
- 1993–2014: 1. liga (2. ligová úroveň v České republice)
- 2020–2022: Pražská krajská liga (4. ligová úroveň v České republice)
- 2022–...: Středočeská krajská soutěž (5. ligová úroveň v České republice)

Jednotlivé ročníky
Zdroj:
Legenda: ZČ - základní část, červené podbarvení - sestup, zelené podbarvení - postup, fialové podbarvení - reorganizace, změna skupiny či soutěže
| Československo (1949 – 1993)                          |                              |           |           |                                          |                          |
| Sezóny                                                | Soutěž                       | Úroveň    | ZČ        | Play-off, nadstavba, sk. o udržení...    | Poznámky                 |
| 1949/50                                               | Středočeská I. třída – sk. E | 3. úroveň | ?. místo  |                                          | Reorganizace             |
| ...                                                   |                              |           |           |                                          |                          |
| 1976/77                                               | Středočeský krajský přebor   | 5. úroveň | 1. místo  |                                          | Administrativní postup   |
| 1977/78                                               | 2. ČNHL – sk. A              | 3. úroveň | 8. místo  |                                          |                          |
| 1978/79                                               | 2. ČNHL – sk. A              | 3. úroveň | 7. místo  |                                          | Reorganizace             |
| ...                                                   |                              |           |           |                                          |                          |
| 1989/90                                               | Středočeský krajský přebor   | 4. úroveň | 1. místo  |                                          | Postup                   |
| 1990/91                                               | 2. ČNHL – sk. A              | 3. úroveň | 2. místo  | Semifinálová skupina A (5. místo)        | Změna skupiny            |
| 1991/92                                               | 2. ČNHL – sk. B              | 3. úroveň | 2. místo  | Semifinálová skupina A (4. místo)        |                          |
| 1992/93                                               | 2. ČNHL – sk. B              | 3. úroveň | 1. místo  | Kvalifikace o 1. ligu – sk. E (2. místo) | Postup                   |
| Česko (1993 – 2014)                                   |                              |           |           |                                          |                          |
| Sezóny                                                | Soutěž                       | Úroveň    | ZČ        | Play-off, nadstavba, sk. o udržení...    | Poznámky                 |
| 1993/94                                               | 1. liga                      | 2. úroveň | 11. místo | Předkolo                                 |                          |
| 1994/95                                               | 1. liga                      | 2. úroveň | 6. místo  | Čtvrtfinále                              |                          |
| 1995/96                                               | 1. liga                      | 2. úroveň | 6. místo  | Čtvrtfinále                              |                          |
| 1996/97                                               | 1. liga                      | 2. úroveň | 5. místo  |                                          |                          |
| 1997/98                                               | 1. liga                      | 2. úroveň | 3. místo  |                                          |                          |
| 1998/99                                               | 1. liga                      | 2. úroveň | 4. místo  |                                          |                          |
| 1999/00                                               | 1. liga                      | 2. úroveň | 6. místo  | Čtvrtfinále                              |                          |
| 2000/01                                               | 1. liga                      | 2. úroveň | 7. místo  | Čtvrtfinále                              |                          |
| 2001/02                                               | 1. liga                      | 2. úroveň | 9. místo  |                                          |                          |
| 2002/03                                               | 1. liga                      | 2. úroveň | 12. místo | Baráž o 1. ligu (1. místo)               |                          |
| 2003/04                                               | 1. liga                      | 2. úroveň | 1. místo  | Finále                                   |                          |
| 2004/05                                               | 1. liga                      | 2. úroveň | 5. místo  | Čtvrtfinále                              |                          |
| 2005/06                                               | 1. liga                      | 2. úroveň | 10. místo |                                          |                          |
| 2006/07                                               | 1. liga                      | 2. úroveň | 12. místo |                                          |                          |
| 2007/08                                               | 1. liga – sk. Západ          | 2. úroveň | 7. místo  | Skupina o udržení (1. místo)             |                          |
| 2008/09                                               | 1. liga                      | 2. úroveň | 14. místo | Skupina o udržení (2. místo)             |                          |
| 2009/10                                               | 1. liga                      | 2. úroveň | 14. místo | Skupina o udržení (2. místo)             |                          |
| 2010/11                                               | 1. liga                      | 2. úroveň | 6. místo  | Předkolo                                 |                          |
| 2011/12                                               | 1. liga                      | 2. úroveň | 13. místo | Baráž o 1. ligu (1. místo)               |                          |
| 2012/13                                               | 1. liga                      | 2. úroveň | 12. místo | Baráž o 1. ligu (1. místo)               |                          |
| 2013/14                                               | 1. liga                      | 2. úroveň | 13. místo | Baráž o 1. ligu (5. místo)               | Sestup; zánik A-družstva |
| V letech 2014–2020 působila v soutěžích pouze mládež. |                              |           |           |                                          |                          |
| 2020/21                                               | Pražská krajská liga         | 4. úroveň |           | Sezóna nedokončena                       |                          |
| 2021/22                                               | Pražská krajská liga         | 4. úroveň | 5. místo  |                                          | Změna skupiny            |
| 2022/23                                               | Středočeská krajská soutěž   | 5. úroveň | 2. místo  | Čtvrtfinále                              |                          |
| 2023/24                                               | Středočeská krajská soutěž   | 5. úroveň | 3. místo  | Semifinále                               |                          |
| 2024/25                                               | Středočeská krajská soutěž   | 5. úroveň | 1. místo  | Vítěz; baráž o krajskou ligu             | Postup                   |